# Театр сатири імені Алеко Константинова
Театр сатири імені Алеко Константинова (болг. Държавният сатиричен театър „Алеко Константинов“) — заснований 1957. Будівля театру розташована на вулиці Стефана Караджі, має два зали «Щастливеца» і «Методи Андонов».
З 1997 по 2006 директором театру був Рашко Младенов. 
З вересня 2013 директором обраний Здравко Митков. На початку вересня 2012 виконуючим обов'язки директора Державного театру Сатири був призначений Калін Сарменов. Він змінив колишнього директора Івана Попйорданова.
З жовтня 2017 Сарменов обраний директором театру.

## Трупа
До трупи Театру сатири входять такі видатні актори болгарського кіно і театру як: Албена Павлова, Александра Сарчаджиєва, Ані Валчанова, Веселін Цанев, Дімітар Живков, Добрина Гецова, Жанет Іванова, Жанет Йовчева, Івайло Калоянчев, Йорданка Стефанова, Кирил Єфремов, Кирил Івайлов, Костантин Ікономов, Мартін Каров, Мілена Аврамова Михаїл Савранський, Нона Йотова, Петко Каменов, Пламен Веліков і Пламен Сіраков, Росіца Александрова, Светломир Радев, Свєтослав Пеєв, Сілвана Пішімарова, Тодор Близнаков, Явір Борисов і Яніна Кашева.